# Wolf Lake
Wolf Lake est une série télévisée américano-canadienne en 9 épisodes de 42 minutes, créée par John Leekley dont cinq épisodes ont été diffusés entre le 19 septembre 2001 et le 24 octobre 2001 sur CBS et, par la suite, diffusée au complet du 6 mars 2002 au 1er mai 2002 sur UPN.
En France, la série a été diffusée à partir du 6 octobre 2003 sur Série Club et rediffusée sur TF6, Syfy, 13ème rue et NRJ 12.

## Synopsis
La petite amie du policier John Kanin disparaît après que celui-ci l'a demandée en mariage. Il se rend à Wolf Lake, la ville natale de la jeune femme, afin d'y trouver des indices et découvre alors que certains habitants sont des loups-garous.

## Distribution
- Lou Diamond Phillips (VF : Éric Legrand) : John Kanin
- Tim Matheson (VF : Jean-Louis Faure) : Matthew Donner
- Graham Greene : Sherman Blackstone
- Sharon Lawrence (VF : Pascale Vital) : Vivian Cates
- Bruce McGill (VF : Marc Alfos): Willard Cates
- Scott Bairstow (VF : Damien Boisseau) : Tyler Creed
- Mary Elizabeth Winstead (VF : Josy Bernard) : Sophia Donner
- Paul Wesley (VF : Fabrice Josso) : Luke Cates
- Mia Kirshner (VF : Claire Guyot) : Ruby Wilder / Ruby Cates
- Kellie Waymire : Miranda Devereaux
- Kiersten Warren : Nancy
- W. Earl Brown : Bruce Cates
- Gregory Itzin : Gerald Carter
- Jason Kravits : Bradley
- Sam Anderson : Arthur Van Halen

## Épisodes
1. La Louve blanche (Meat The Parents)
2. La Métamorphose (The Changing)
3. Hallucinations (Soup to Nuts)
4. Un appétit féroce (Tastes Like Chicken)
5. Mauvaise soirée pour les étoiles (Excitable Boy)
6. Quatre pieds sous terre (Four Feet Under)
7. La Succession	(Leader of the Pack)
8. Une fille perdue (Legend of Lost Lenore)
9. Prise au piège (If These Wolves Could Talk)